# Red Mack
William Richard Mack conhecido profissionalmente como Red Mack (Oconto, 19 de junho de 1937 - South Bend, 8 de abril de 2021) foi um ex-jogador profissional de futebol americano estadunidense.

## Carreira
Red Mack foi campeão do Super Bowl I jogando pelo Green Bay Packers.
Morreu em 8 de abril de 2021, aos 83 anos, em sua casa em South Bend (Indiana).